# I monelli (film 1930)
I monelli (Brats, nell'originale inglese) è un cortometraggio del 1930 con Stanlio e Ollio.

## Trama
Stanlio e Ollio, in assenza delle rispettive mogli, devono badare ai loro figli, Stanlino e Ollino, due bambini pestiferi che litigano per qualunque cosa (in realtà sono sempre Stanlio e Ollio in una scenografia gigante). Dopo che i due bambini decidono di giocare a mosca cieca, mentre stanno tirando a sorte per decidere chi deve accecarsi, rompono un vaso; e Stanlio e Ollio li mandano a letto. Ma anche in camera da letto si mettono a litigare, e così Ollio promette una moneta da un dollaro a chi si sarebbe messo il pigiama per primo, e insieme a Stanlio va a giocare a biliardo al piano di sotto. Stanlino sembra essersi spogliato per primo, e prende il dollaro lasciato sul tavolino. Però si scopre che si era messo il pigiama sopra i vestiti, e così Ollino glielo prende. Per non fare in modo che Stanlino se lo riprenda se lo mette in bocca, ma così facendo lo ingoia. Dopo essersi messo il pigiama anche lui, Ollino vede un topo, e insieme a Stanlino tenta di acchiapparlo. Stanlino usa un fucile giocattolo per sparare al topo, ma sbaglia la mira e colpisce il sedere di Ollino. Per calmare il dolore, Stanlino bagna il sedere di Ollino con l'acqua della vasca da bagno, ma lo fa cadere per sbaglio nella vasca. Arrabbiato, Ollino cerca di inseguire Stanlino, ma aziona per sbaglio la doccia, allagando il bagno. Stanlio e Ollio vanno a controllare e i bambini (che si erano messi a letto fingendo di dormire ma poi sono stati scoperti) chiedono una ninna nanna per dormire. Ollio gliela canta ma, mentre i bambini si erano addormentati e Stanlio e Ollio stavano andando via, Stanlio pesta una trombetta e risveglia i bambini. Così, quest'ultimi chiedono un bicchiere d'acqua promettendo poi di andare a dormire; ma, quando Ollio apre la porta del bagno per prendeglielo, l'acqua esce dal bagno allagando la casa.

## Versioni alternative
Furono girate altre versioni in francese, tedesco e spagnolo, ma di nessuna di esse vi è rimasta traccia.

## Conservazione
Il film, come quasi tutti i corti della coppia, venne riedito nel 1937 in una versione accorciata, e con l'eliminazione dell'iniziale leone ruggente e il cambiamento dei titoli di testa. Per molti anni si credette che la versione originale fosse andata perduta, mentre è stata riscoperta di recente e resa disponibile in DVD.
In Italia il film fu edito nel 1950, tagliato di alcune scene, per il montaggio I fratellini', col doppiaggio Fiorentini-Croccolo, insieme alle comiche: I ladroni (1930), Un altro bel pasticcio (1930), L'eredità (1930). Questo è l'unico doppiaggio esistente in Italia.

## Produzione
Il cortometraggio è stato girato interamente negli Hal Roach Studios. Per le scene in cui compaiono Stanlio e Ollio bambini è stato realizzato un set ingrandito. Questo è il secondo e ultimo film in cui appaiono solo i due e nessun altro attore: il primo fu il cortometraggio muto Le ore piccole del 1928. Inoltre è l'unico in cui recitano nel ruolo dei rispettivi padri. La fotografia della moglie di Ollio appesa al muro di casa ritrae Jean Harlow.

## Versione italiana
Alla sua uscita in Italia nel 1950, il film incluso nel montaggio  collettivo  I fratellini (con le comiche I ladroni - L'eredità) e fu privato del doppiaggio di molte scene:
- Tutta la parte iniziale che comprende l'apertura dei titoli di testa con il leone della MGM e l'inquadratura di Stanlio e Ollio, insieme ai gemelli Stanlino e Ollino, che giocano a dama. Dopo che Stanlio ha fatto la sua mossa mangiando due pedine a Ollio, la scena, nella versione italiana, riprende.
- La scena centrale: un breve spezzone in cui Stanlio scivola su un pattino che va a sbattere contro un gatto facendolo scappare e Ollino che si spoglia; ed è stato tagliato il momento in cui Stanlio e Ollio si preparano prima di giocare a biliardo. Stanlio scambia un dolcetto (Marshmellow) con il gessetto per la stecca e Ollio mangia il gessetto credendolo il dolcetto. Dopodiché Stanlio, non sapendo in che posizione fare il primo tiro, tira per sbaglio una steccata in testa al povero Ollio e infine gli strappa pure la giacca.
- La scena verso la fine del corto in cui Ollio, per far addormentare i bambini, si mette a cantare una canzoncina. Stanlino e Ollino si assopiscono, ma Stanlio li risveglia subito cantando forte il finale della canzoncina. La sequenza della versione italiana riprende dopo che i bambini hanno richiesto di nuovo ai padri di cantare la canzone: proprio nel momento in cui Ollio, infuriato, riattacca.

Questo doppiaggio fu incluso in altre antologie collettive italiane sulle comiche di Laurel e Hardy, come Stanlio e Ollio alla riscossa (1963).

## Titoli
- Les bons petit diables - versione francese
- Glückliche Kindheit - versione tedesca
- De tal palo tal astilla - versione spagnola